# Рајлито (Аризона)
Рајлито (енгл. Rillito) насељено је место без административног статуса у америчкој савезној држави Аризона.

## Демографија
По попису из 2010. године број становника је 97.
| Група             | 2000.    | 2010.      |
| Белци             | 0 (0,0%) | 14 (14,4%) |
| Афроамериканци    | 0 (0,0%) | 37 (38,1%) |
| Азијати           | 0 (0,0%) | 0 (0,0%)   |
| Хиспаноамериканци | 0 (0,0%) | 43 (44,3%) |
| Укупно            | 0        | 97         |